# ヒロ地区

ハワイ島の東海岸の「ヒロ地区」には北ヒロ地区（3）と南ヒロ地区（2）があり、その北はハマクア地区、南はカウ地区に接している。内陸部はマウナ・ケアとマウナロア山の山岳地帯で、住んでいる人は少ない。

ヒロ地区（ヒロちく、英語: Hilo District）はアメリカ合衆国ハワイ州のハワイ郡（ハワイ島）を伝統的なモクにより6地区（District）に分けた時の「ヒロ地区」であったが、最近は「北ヒロ地区」と「南ヒロ地区」に分かれている。
ヒロ地区はハワイ島の東側、つまり風上側にあり、多雨地帯で、農業が盛んなころから同島で一番人口が多かった。この地区にあるヒロ（
北緯19度43分32秒 西経155度3分48秒 / 北緯19.72556度 西経155.06333度座標: 北緯19度43分32秒 西経155度3分48秒 / 北緯19.72556度 西経155.06333度
）は、同島最大の町である。

## ヒロ地区
北ヒロ地区と南ヒロ地区で、おもな町（集落）と名勝は次の通り。

### 北ヒロ地区
北ヒロ地区（District of North Hilo）は北にハマクア地区、南に南ヒロ地区があり、州道19号線に沿って北から、
- オオカラ（ʻŌʻōkala, Hawaii）
- ラウパホエホエ（Laupāhoehoe, Hawaii）と汽車博物館 [2]
- ニノレ（Ninole）

などがある。州道200号線沿いには
- マウナ・ケア登山道、プウフルフルの丘

などがある。

### 南ヒロ地区
南ヒロ地区（District of South Hilo）は北に北ヒロ地区、南にプナ地区があり、州道19号線に沿って北から
- ホナロ（Honalo）とアカカ滝
- ペペエケオ（Pepeekeo）
- ワイナク（Wainaku）
- ワイルク川と虹の滝
- ヒロ・ダウンタウン、太平洋津波博物館など

続いて、州道11号線に沿って北から
- ヒロ国際空港
- プリンス・クヒオ・プラザ商業地区 [3]
- パナエワ雨林動物園 (Panaewa Rainforest Zoo)

などがある。州道200号線および延長沿いには
- カウマナ（Kaumana）
- ハワイ大学ヒロ校およびハワイ・コミュニティーカレッジ・ヒロ校
- プアナコ（Puanako）商業地区[4]

などがある。

## ギャラリー

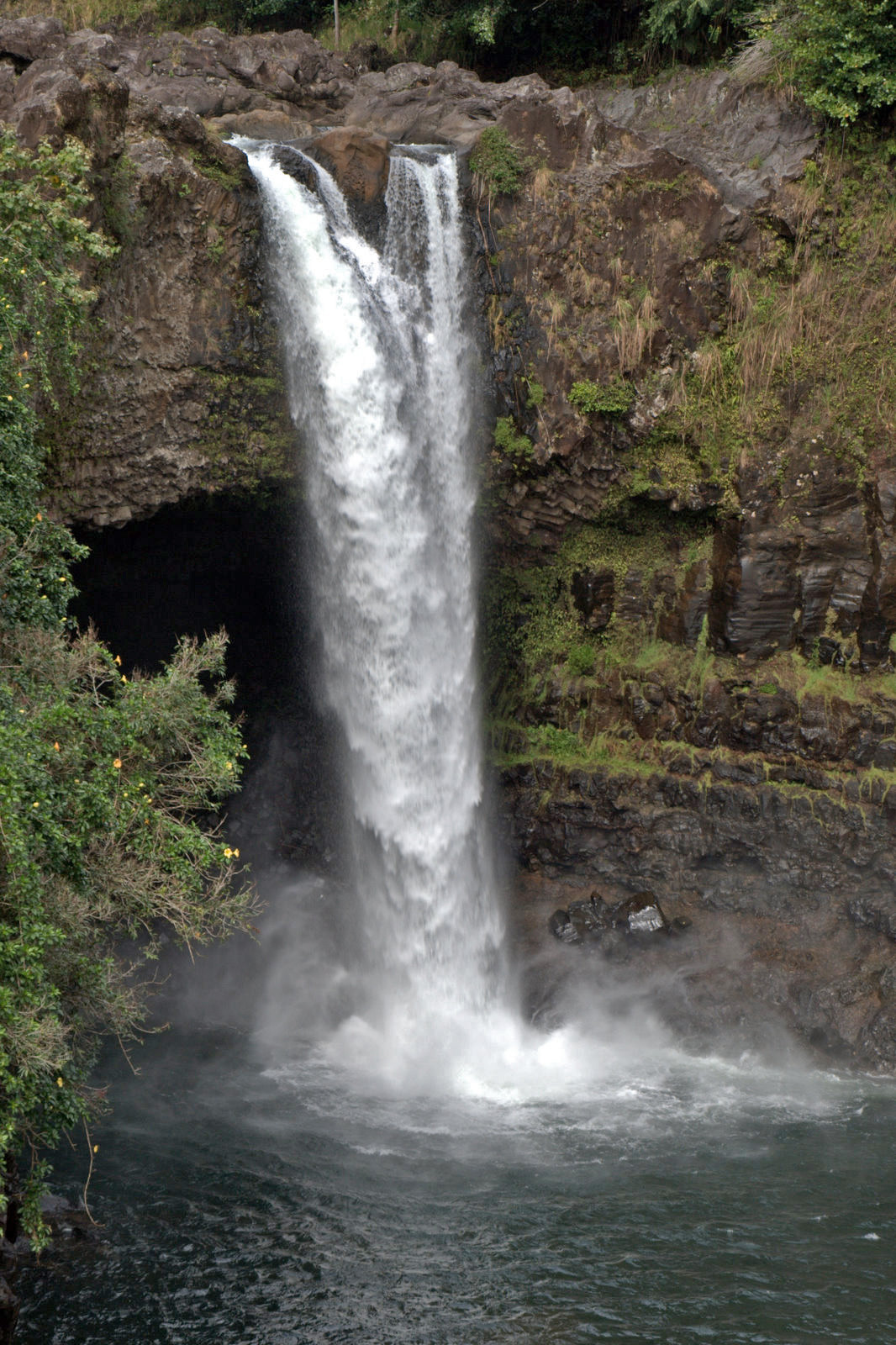
虹の滝
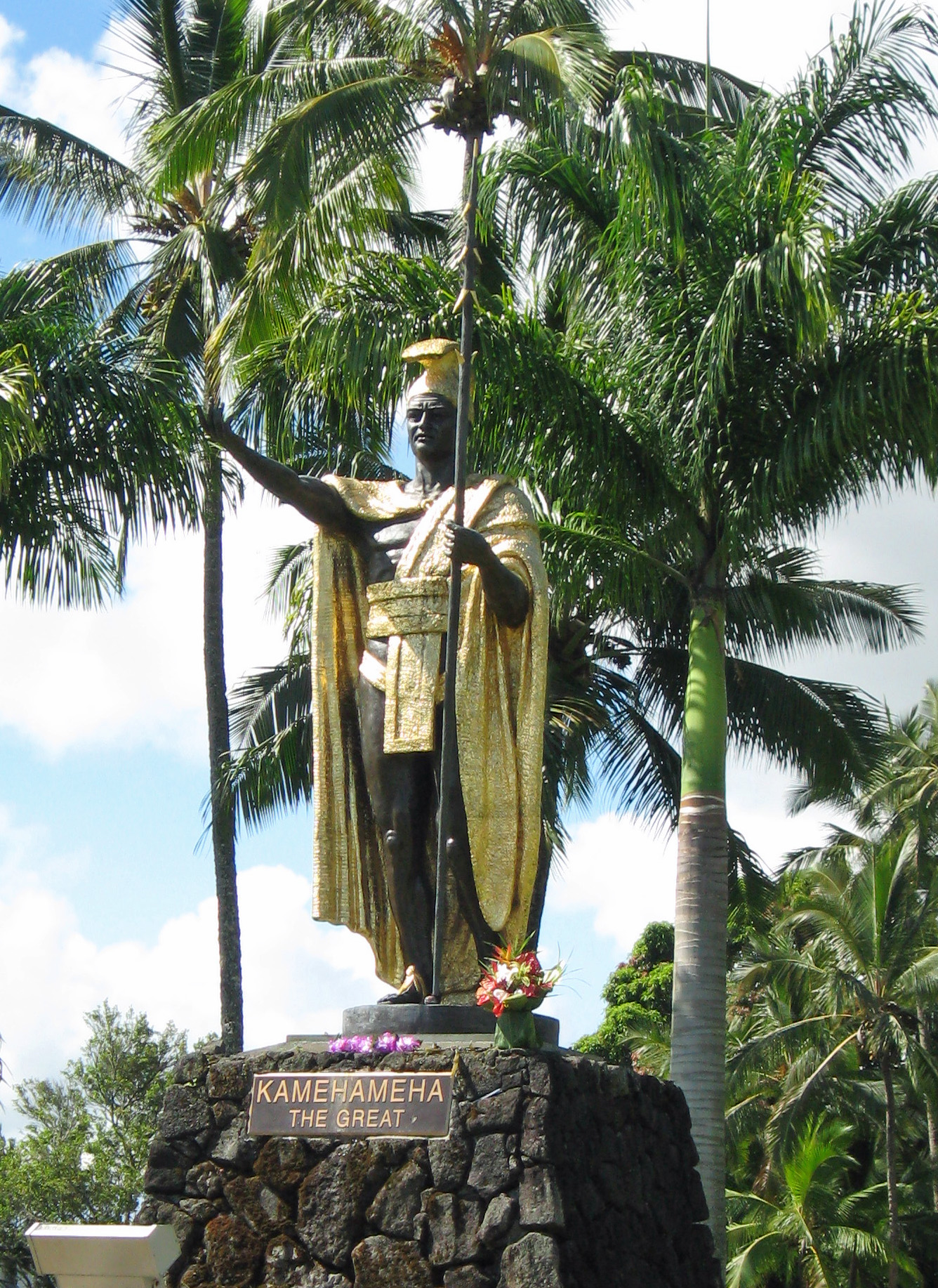
カメハメハ1世の像
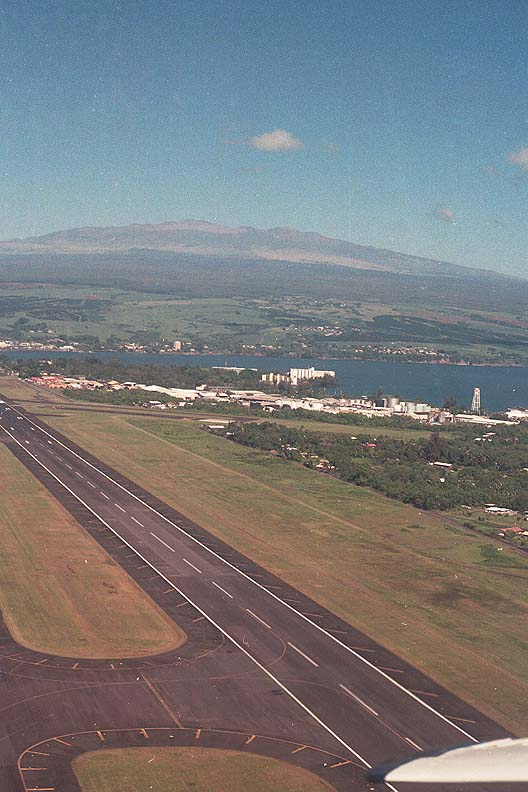
ヒロ国際空港（後方にマウナ・ケア）
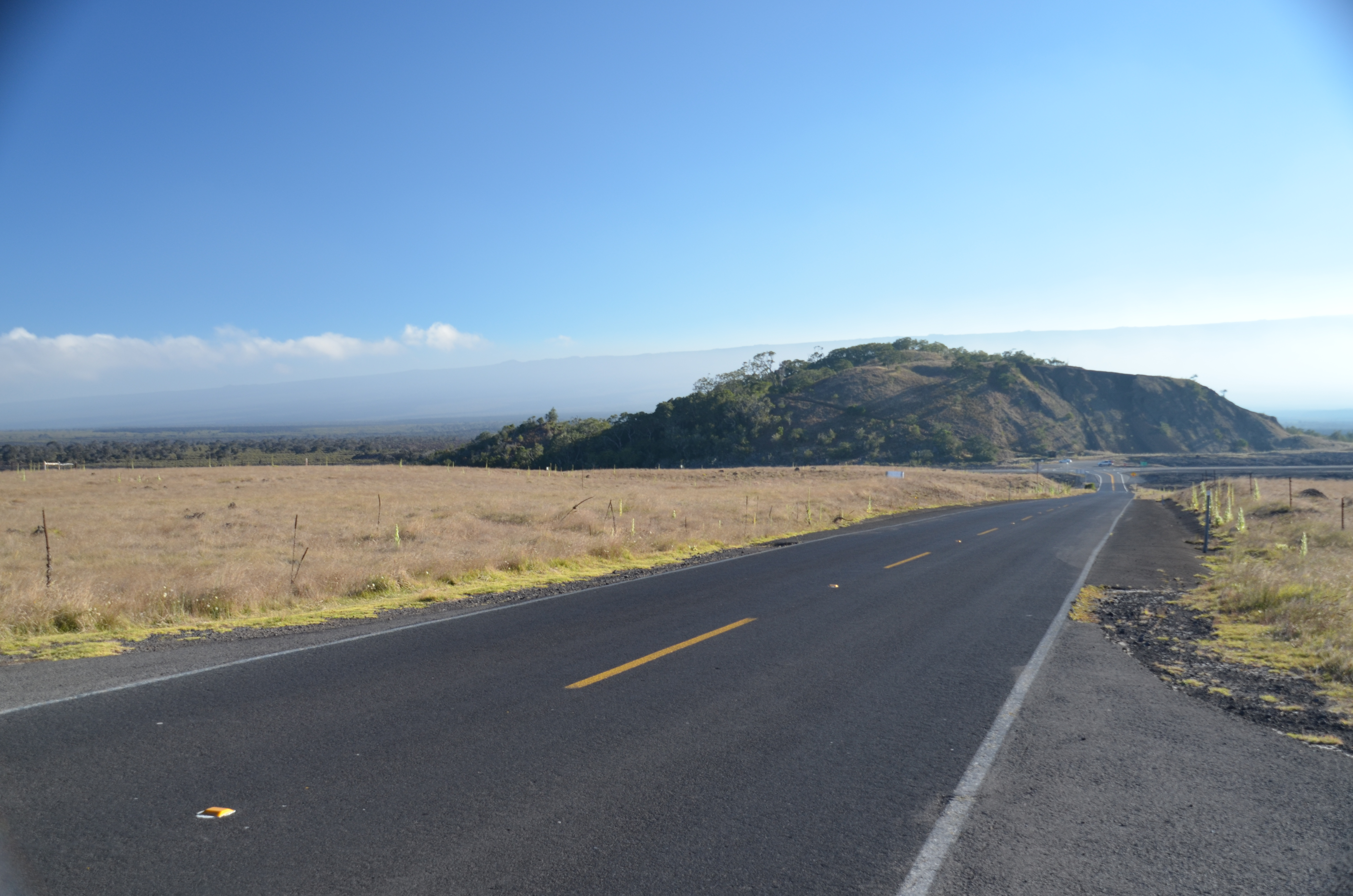
プウフルフルの丘